# Doppio gioco (romanzo)
Doppio gioco (Doubleshot) è un romanzo del 2000 firmato da Raymond Benson, secondo capitolo del confronto fra l'agente segreto britannico 007 e l'Unione.

## Trama
L'ex matador Domingo Espada conduce un'intensa campagna politica per eliminare il controllo britannico su Gibilterra e, con l'aiuto della Spagna, diventarne il governatore.

Nel Nord dell'Africa si svolge una riunione dell'organizzazione criminale denominata l'Unione. Il suo fondatore, Le Gérant, guarda con favore all'attività di Espada, a cui ha affiancato come aiutante Margareta Piel, un membro dell'organizzazione, e medita la sua vendetta contro il Regno Unito e l'MI6. Invia uno dei suoi uomini migliori, Nadir Yassasin, alla tenuta di Espada per organizzare un piano criminoso. Nella casa, il politico spagnolo tiene cavalli e donne segregate costrette a soddisfare i suoi appetiti sessuali.

Dopo la precedente missione in Nepal, James Bond soffre di violenti mal di testa e svenimenti ed è costretto ad assumere medicinali e ad una noiosa vita di ufficio. Bond non riesce a stare lontano dall'azione e si impegna in un'indagine personale sull'Unione e sull'assassinio di Helena Marksbury. Scopre un complotto tra due affiliati dell'organizzazione ma sviene mentre scappa tra le strade di Soho. È così invitato dai suoi capi ad una vacanza forzata. Decide di seguire per conto suo le tracce dell'indagine e compra dei biglietti d'aereo per il Marocco. Prima di partire visita la dottoressa Kimberley Feare che lo sta seguendo personalmente. Trascorre la notte con lei ma al mattino la trova accanto a sé sgozzata. Preso dal panico, scappa da Londra.

A Tangeri diventa il principale sospettato per un attentato in cui perdono la vita parecchi turisti britannici. In preda al panico, ricercato dall'MI6 e dall'Unione, Bond ha perfino dubbi su se stesso, temendo di essere realmente l'autore degli atti criminosi avvenuti nei momenti in cui perde conoscenza.

Giunto a Casablanca è arrestato dalla polizia dopo l'ennesimo svenimento durante il quale esplode un edificio nel centro della città. È però aiutato ad evadere da due affascinanti ragazze gemelle, Heidi ed Hedy Taunt, conosciute in treno come turiste ma che si rivelano agenti della CIA.

Con le due donne, James Bond vola a Marbella per assistere ad un discorso politico di Espada. Nella città spagnola, Bond e le ragazze sono rapiti ed imprigionati nella tenuta di Espada.

Nella prigionia, capisce il complotto che si è diramato alle sue spalle: gli svenimenti sono provocati dai ritocchi ai medicinali usati per curarsi, inoltre scopre l'esistenza di un suo sosia, Peredur Glym, killer dell'Unione. È lo stesso Peredur ad avere il compito di assassinarlo ma 007 riesce a prendere il suo posto ed iniziare così la sua controffensiva. Prima simula il massacro delle gemelle ed ottiene la fiducia (e non solo quella) di Margareta. Quindi, reintegrato nel Servizio Segreto, libera le donne segregate nella tenuta ed assassina Espada, facendo fallire il piano di Le Gérant.

### Personaggi principali
- James Bond
- Domingo Espada, ex matador e politico.
- Margareta Piel: collaboratrice di Espada.
- Le Gérant: fondatore dell'Unione.
- Nadir Yassasin: membro dell'Unione.
- Heidi e Hedy Taunt: agenti della CIA.
- Peredur Glyn: killer.

## Opere collegate
- La trilogia dell'Unione comprende anche i romanzi Tempo di uccidere e I sogni non uccidono.

## Edizioni
- Raymond Benson, Doppio gioco, traduzione di Andrea Carlo Cappi, collana Segretissimo, Arnoldo Mondadori Editore, 2001,  p. 266.
- Raymond Benson, Doppio gioco, traduzione di Andrea Carlo Cappi, collana Misteri, Alacran Edizioni, 2007,  p. 308, ISBN 978-88-89603-59-8.